# Pecsétviaszpálma
A pecsétviaszpálma (Cyrtostachys renda) az egyszikűek (Liliopsida) osztályának a pálmavirágúak (Arecales) rendjébe, ezen belül a pálmafélék (Arecaceae) családjába tartozó faj.

## Előfordulása
A pecsétviaszpálma világszerte kedvelt díszpálma; őshazája a Maláj-félsziget, Szumátra és Borneó, beleértve Bruneit is.

## Megjelenése
Karcsú, felálló törzsű, körülbelül 12 méter magas fa, termesztésben többnyire alacsonyabb; a fiatalabb törzsek zöld bambuszszárhoz hasonlók, az idősebbek szürkék. A törzsön gyűrű alakú levélripacsok sorakoznak, az egymásra boruló levélhüvelyek és a levélnyelek világító narancsszínűek vagy vörösek. Levele finoman szárnyalt, 1-1.5 méter hosszú. A levelek nagyrészt felemelkedők vagy csaknem felállók, alig visszahajlók. Kicsi, sárgásfehér virágai nagy számban fejlődnek közvetlenül a vörös színű áltörzs alatt eredő virágzati tengelyek hosszú oldalágain. Termése gömbölyű vagy elliptikus, körülbelül 1 centiméter átmérőjű, megérve fekete.

## Egyéb
A termesztett pecsétviaszpálmák többnyire csak 4-8 méter magasra nőnek, és levélhüvelyeik gyakran különösen feltűnő, világító vörös színűek. Bár korábban ez a tulajdonság alkalmat adott arra, hogy a növényt önálló fajként (Cyrtostachys lakka) különböztessék meg nagyobb termetű és sápadtabb levélhüvelyű rokonaitól, jelenleg csupán magasság- és színbeli változatnak tartják. Néhány más, kecses, csoportos növekedésű, szárnyalt levelű pálmát is gyakran termesztenek, elsősorban a hegyipálmákat (Chamaedorea spp.) és az aranygyümölcspálmát, a (Chrysalidocarpus lutescens). A hegyipálmák törzse gyakran csak hüvelykvastagságú, és fura vörös termések díszítik a vékony kis törzseket. Az aranygyümölcspálmák erőteljesebbek, virágzataik a sárgászöld, ívben meghajló levelek között fejlődnek.

## Képek

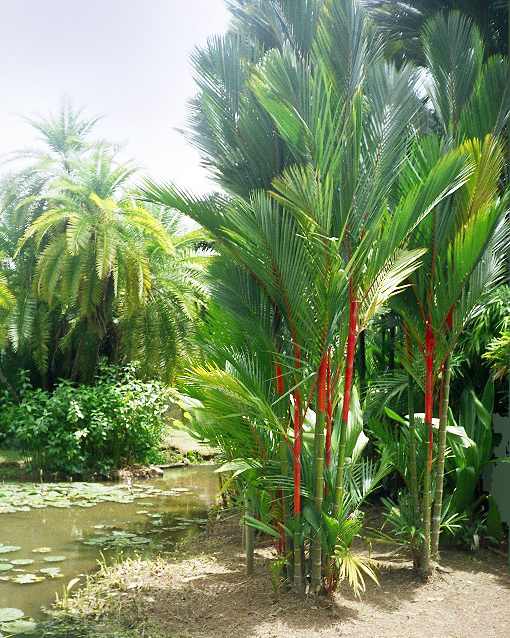
a
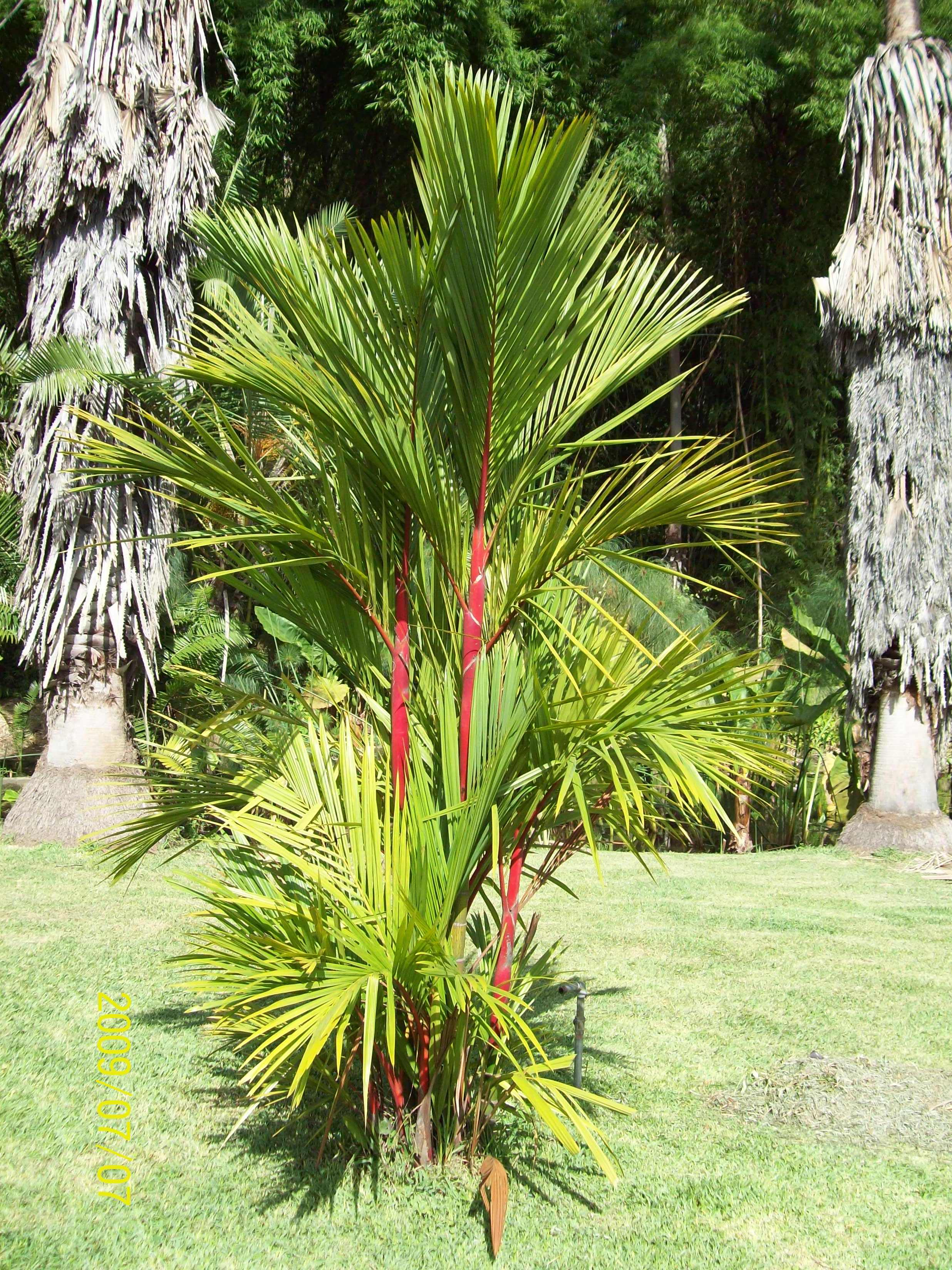
növény
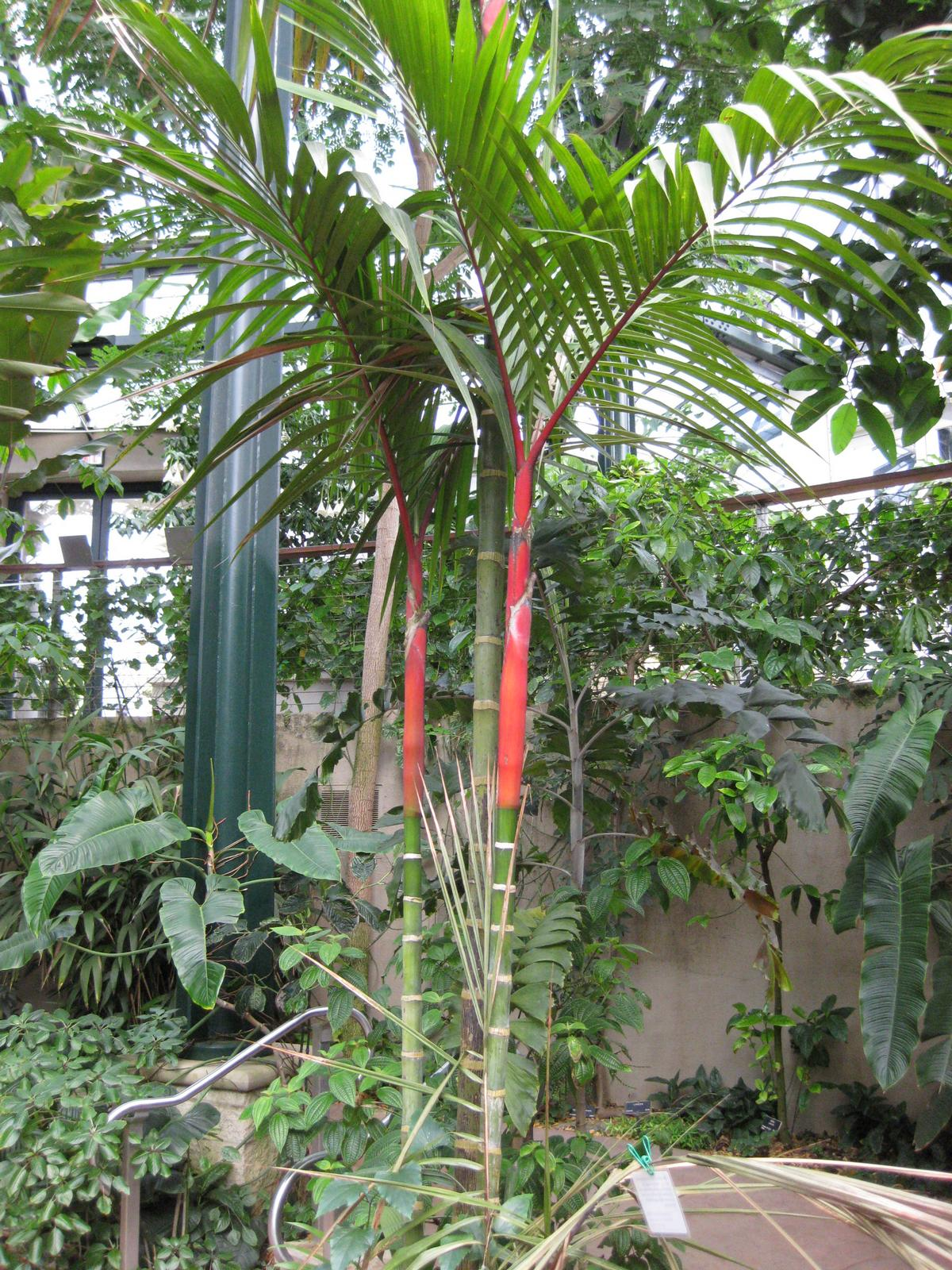
különböző
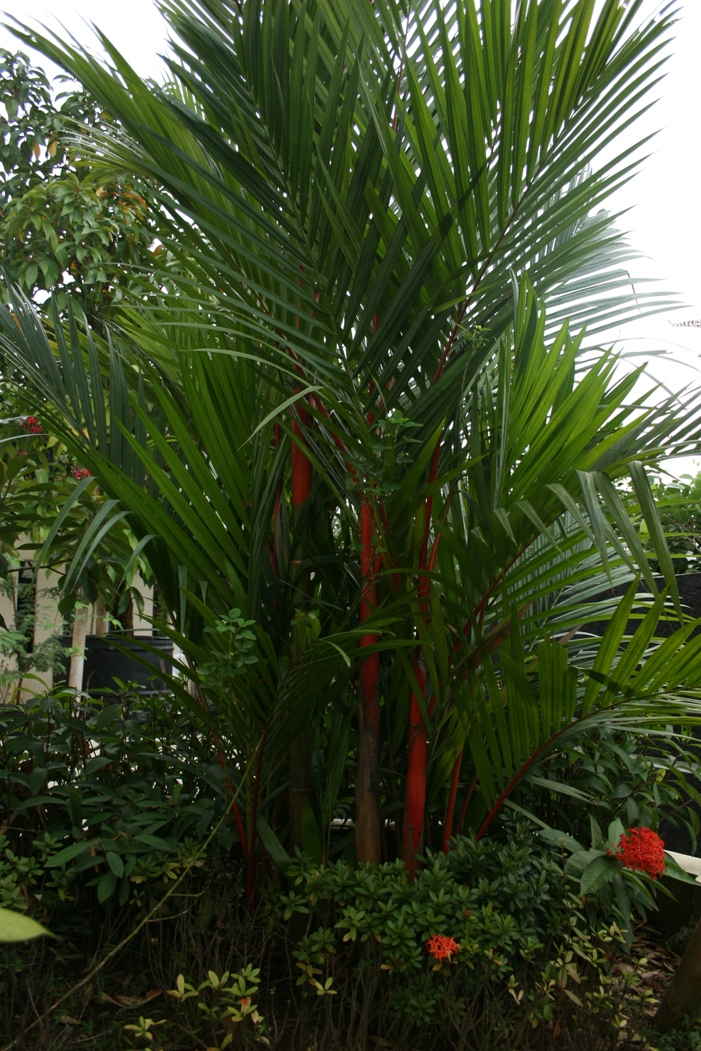
botanikus
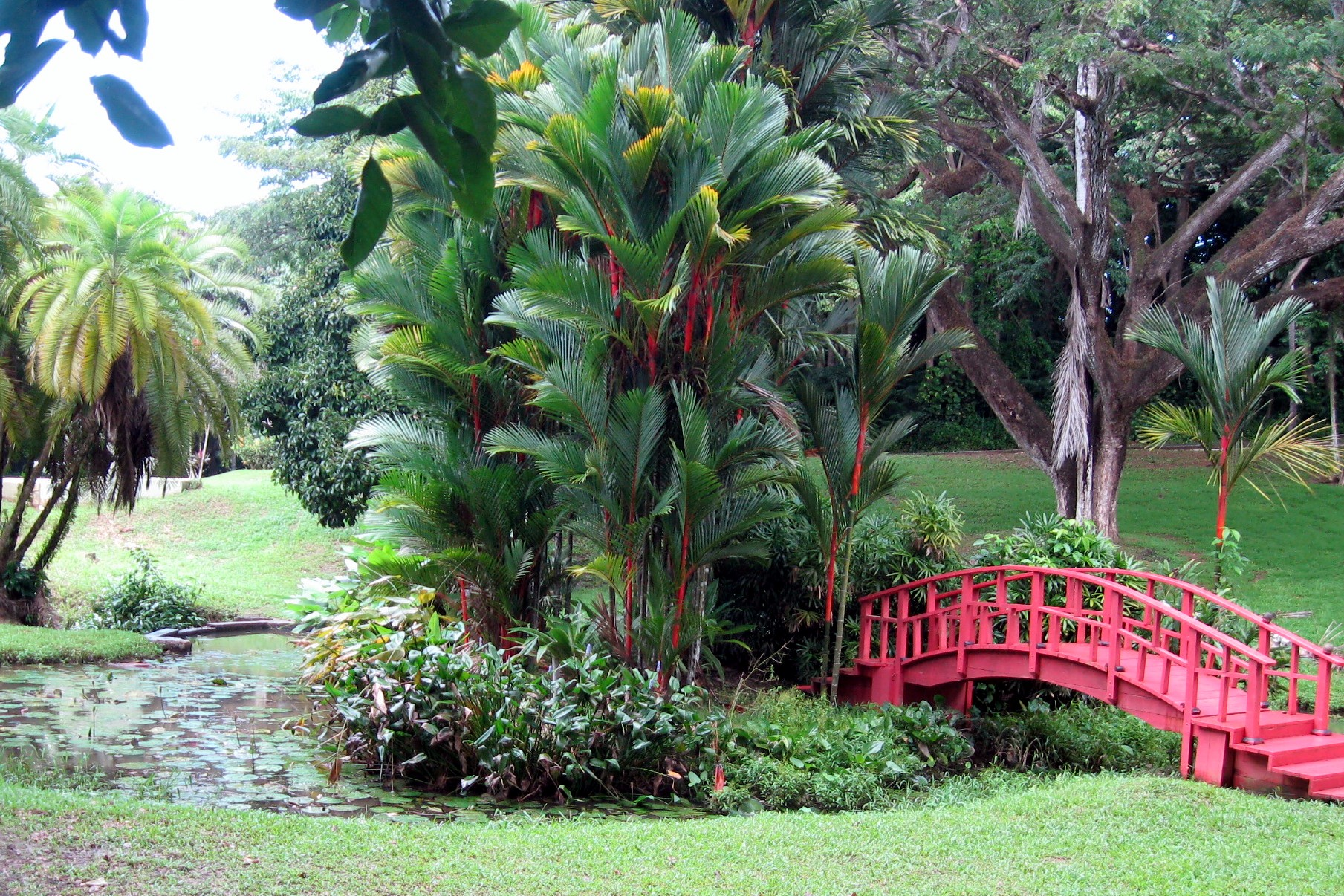
kertekben
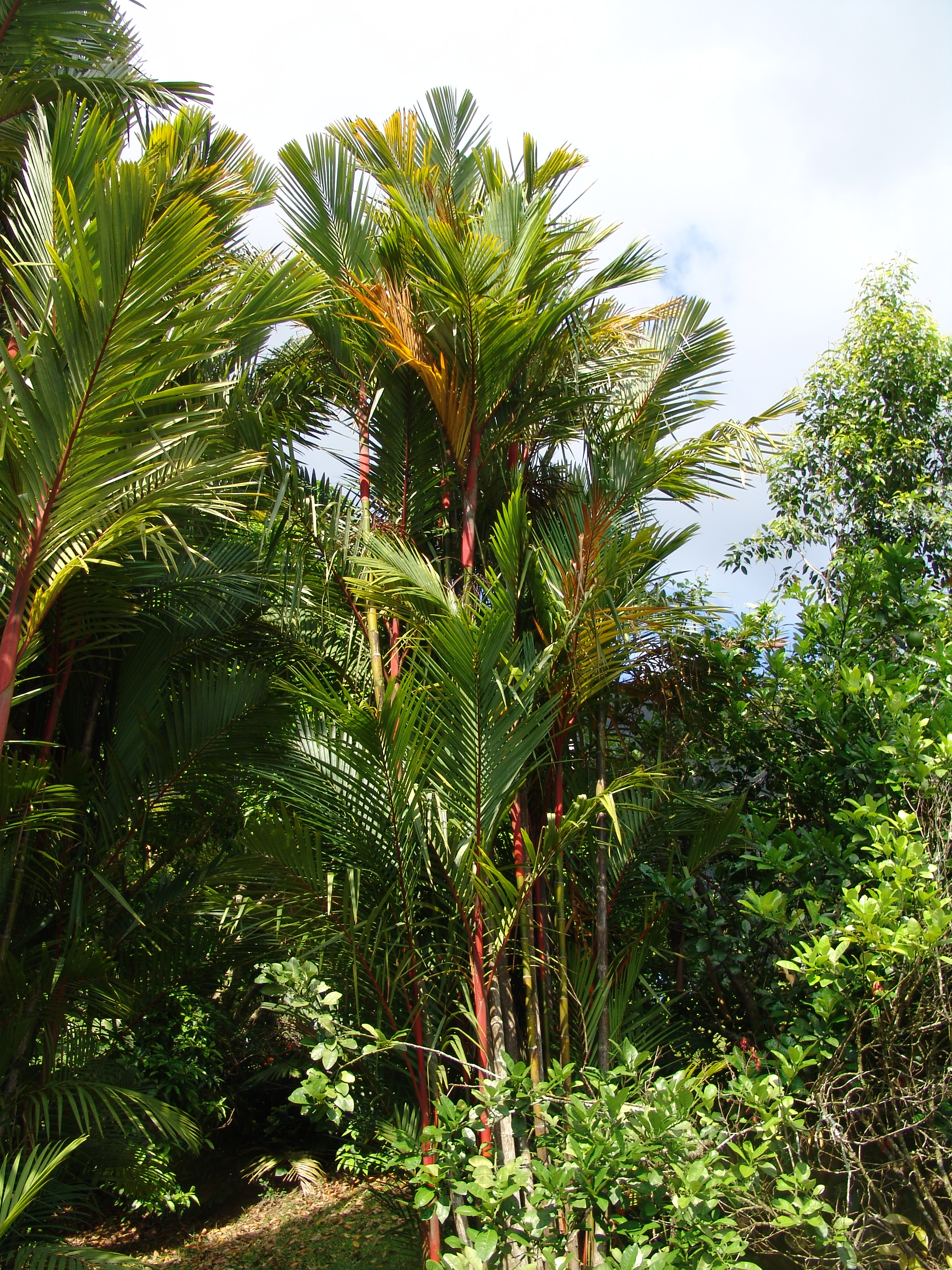
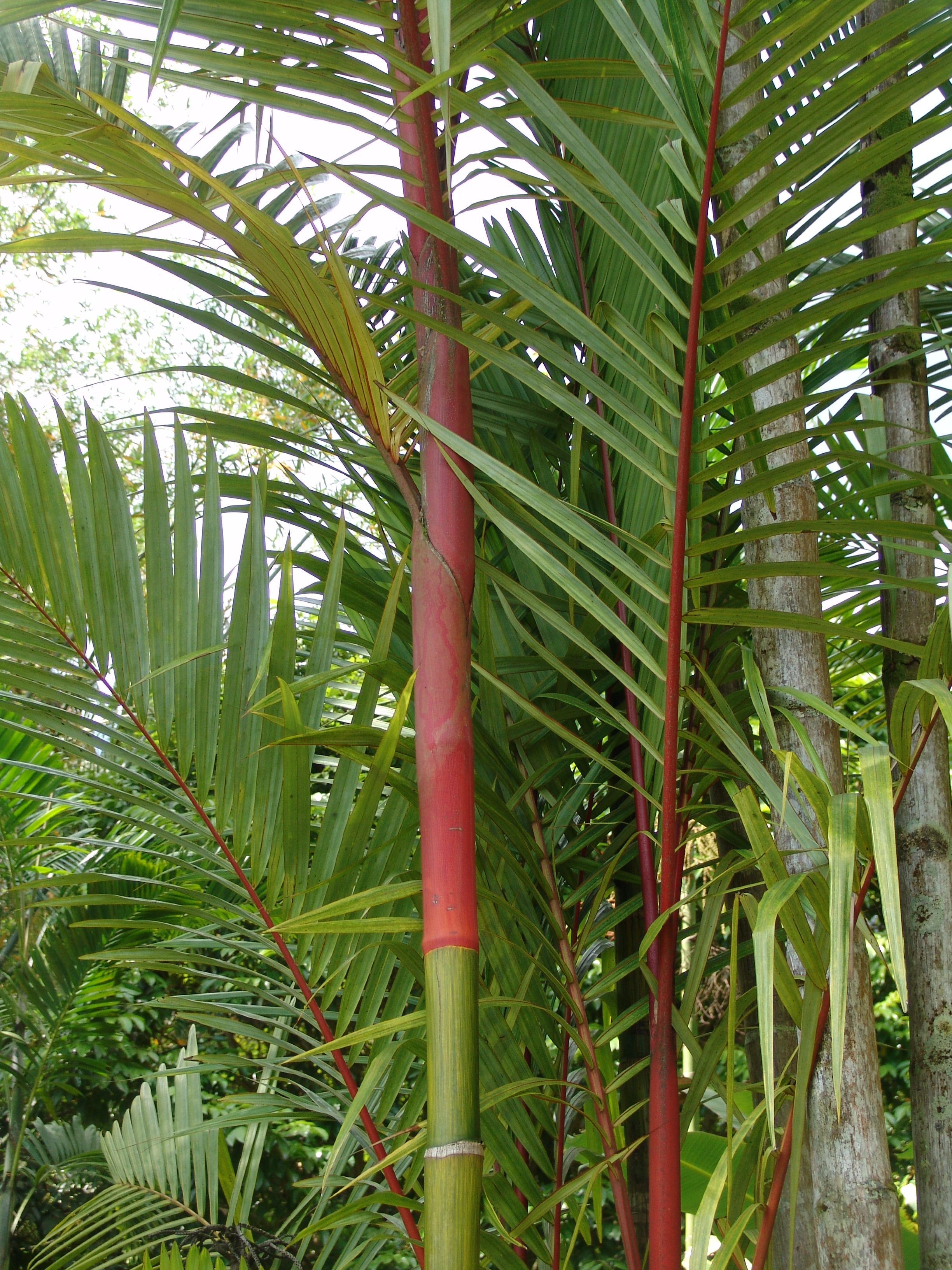
vörös levélnyelekkel
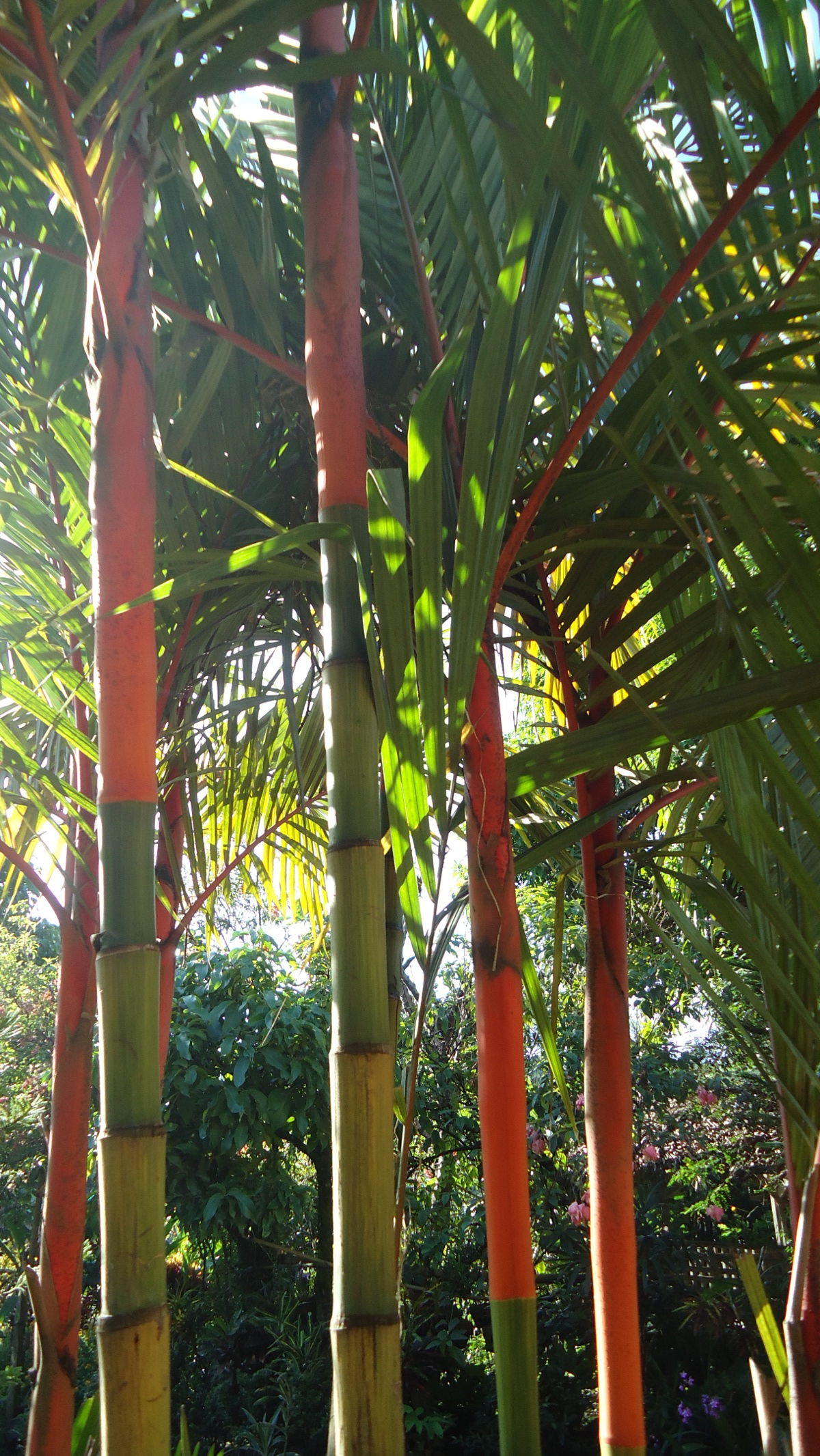
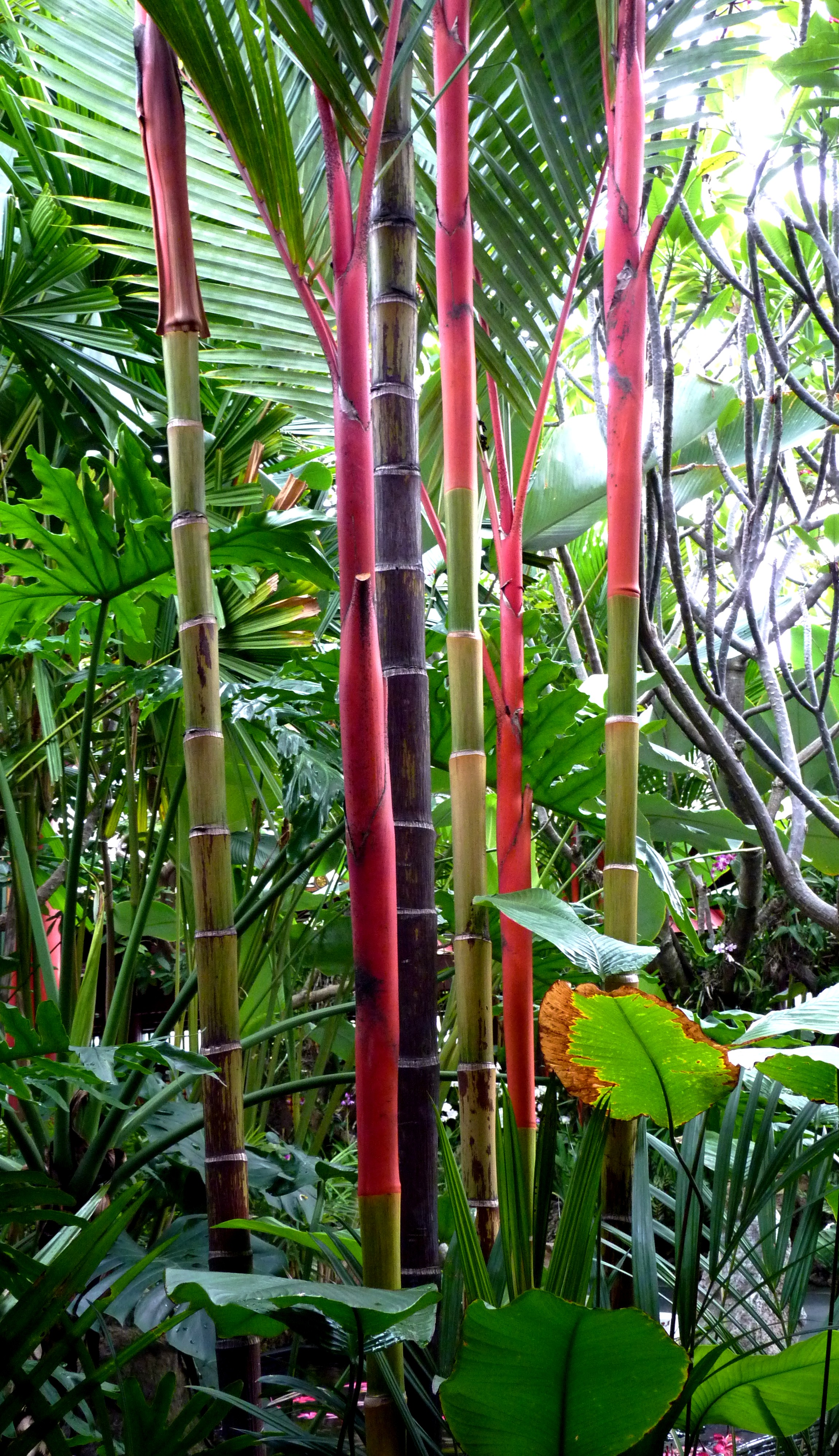